# La Bayadère
Pour les articles homonymes, voir Bayadère.
 (Novembre 2008).
La Bayadère (russe : Баядерка - Bayadierka) est un ballet en trois actes et sept tableaux chorégraphié par Marius Petipa sur une musique de Léon Minkus. Sa création a eu lieu le 23 janvier 1877 au Théâtre Bolchoï Kamenny de Saint-Pétersbourg.
Œuvre phare de Marius Petipa, La Bayadère ou les amours contrariées du guerrier Solor et de la danseuse Nikiya, resta longtemps inconnue en Occident, où elle n'arriva qu'avec un siècle de retard.

## Introduction
La Bayadère a été plusieurs fois remaniée au gré des représentations. Dès 1900 par Petipa lui-même, le créateur de la chorégraphie initiale, pour le Ballet impérial mais aussi par Alexandre Gorski et Vassili Tikhomirov, en 1904, pour le Ballet du Théâtre Impérial du Bolchoi à Moscou. Agrippina Vaganova en donne sa version pour le Ballet du Kirov en 1932. En 1941, c'est au tour de Vakhtang Chabukiani assisté du chorégraphe Vladimir Ponomaryov de revoir le ballet pour le Kirov. Rudolf Noureev revisite la scène du Royaume des Ombres pour le Royal Ballet en 1963 suivi par Natalia Makarova qui donne sa version de cette même scène à l'American Ballet Theatre en 1974 et 1980. Rudolf Noureev remanie le ballet pour l'Opéra de Paris en 1992. C'est cette version qui est toujours interprétée dans le cadre de cette prestigieuse maison. Enfin, en 2001, Sergueï Vikharev revient au ballet tel qu'il a été revu par Petipa en 1900.
Actuellement, La Bayadère est surtout représentée dans la version de Vakhtang Chabukiani et Vladimir Ponomariov pour le ballet du Kirov ou dans celle de Natalia Makarova pour l'American Ballet Theatre.

## Historique

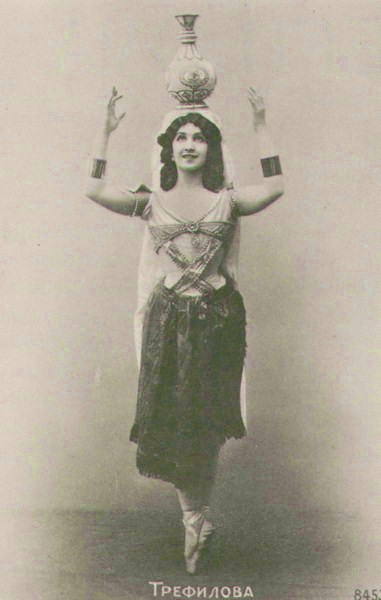
Vera Trefilova dans La Bayadère, en 1900.

La version originale en trois actes et une apothéose (4e acte) finale, met en scène, en Inde, les conflits classiques du ballet romantique mêlant amour, jalousie, intrigues, meurtre et vengeance. Dans l'apothéose, sorte d'épilogue, Solor, après sa vision du royaume des Ombres, est contraint d'épouser Gamzatti. La prophétie vengeresse de la bayadère se réalise alors : un terrible orage éclate et le palais s'écroule sur les invités de la noce, engloutissant rajah, grand brahmane, Gamzatti et Solor. La bayadère Nikiya et son guerrier bien-aimé accèdent, unis pour l'éternité, aux paradis des félicités. Ainsi, un peu comme dans Giselle, ou les Wilis, la femme amoureuse triomphe du tourment terrestre et délivre l'homme des fautes et des entraves liées à sa condition de mortel. Cet acte a été abandonné en 1919, après que le personnel du Théâtre Mariinski a été réquisitionné lors de la révolution d'Octobre : cette dernière partie réclamait en effet beaucoup de moyens et donc de machinistes.
À l'instar du deuxième acte de Giselle, lorsque les Wilis se livrent à leurs rites nocturnes, les bayadères font de même dans leur « Royaume des Ombres ». Le lien dramaturgique avec l'action y est totalement suspendu de sorte que le nouveau mode d'écriture annonce le début du ballet symphonique qui, en passant par le deuxième acte du Lac des cygnes et Les Sylphides, jusqu'aux ballets concertants d'un George Balanchine, acquiert une forme de plus en plus raffinée.
Deux ans avant La Bayadère, Marius Petipa chorégraphie le ballet d' Aïda de Verdi pour la première au Théâtre Mariinski. L'analogie entre ces deux œuvres est frappante. Comme l'opéra, le ballet évoque la rivalité qui oppose Gamzatti, princesse et fille d'un râja, à Nikiya, esclave et bayadère toutes deux éprises d'un glorieux guerrier. Les deux ouvrages voient leur deuxième acte dominé par une cérémonie monumentale : à la marche triomphale qui se déroule sur l'esplanade au bord du Nil répond le visionnaire divertissement des bayadères descendant du Royaume des Ombres.
La Bayadère reste longtemps inconnue des publics occidentaux, à la suite de la dégradation des relations politiques et culturelles entre leurs États et l'URSS au cours du XXe siècle. Les publics parisiens et londoniens ne découvrent qu'un extrait (l'acte des ombres) en 1961, lors de la tournée du Kirov "à l'Ouest"… à noter que la compagnie amenait avec elle un jeune prodige déjà célèbre dans son pays d'origine, Rudolf Noureev, qui remontera, bien des années plus tard, sa propre version du ballet à Paris.

### Genèse
La Bayadère est un ballet chorégraphié par Marius Petipa, alors Premier maître de Ballet des Théâtres Impériaux de Saint-Pétersbourg (actuellement le Mariinski), sur une musique composée par Ludwig Minkus, principal collaborateur de Petipa et titulaire du poste officiel de Compositeur de Ballet des Théâtres Impériaux de Saint-Pétersbourg.
La Bayadère est une production typique de l'époque de sa création : décor exotique antique, luxuriant, vêtements somptueux, scénario mélodramatique. Le tout étant le prétexte idéal à des danses spectaculaires et des scènes mimées. Des années 1860 jusque vers le milieu des années 1880, Petipa a privilégié le ballet romantique consistant en un mélodrame impliquant un amour entre trois personnages dont les femmes, surnaturelles, incarneraient l'idéal féminin de l'époque. L'histoire de La Bayadère répond certainement à ces critères.
Les origines de La Bayadère restent obscures et le librettiste un mystère. Avant la première sur la scène des Théâtres Impériaux, les journaux publiaient habituellement le livret et la liste des différentes danses dans un article consacré à sa création. Dans le cas de La Bayadère, la Gazette de Saint-Pétersbourg de la fin de 1876 ne souffle mot sur le librettiste. Il faut attendre la reprise de 1900 par Petipa pour que le même journal en rapporte la paternité à Sergueï Khoudekov, écrivain, dramaturge et historien du ballet. En réponse, Petipa, dans une lettre adressée au journal, revendique la paternité du livret pour lui seul et précise que Khoudekov n'a participé au scénario que par huit lignes. La Gazette de Saint-Pétersboug présente alors ses excuses au Maître de Ballet et le présente comme l'unique auteur.
Il n'y a aucune raison de douter de la réclamation de Petipa dans la mesure où ce dernier n'hésitait jamais à attribuer la paternité d'une œuvre à qui de droit. En 1894, le chorégraphe écrit à la Gazette de Saint-Pétersbourg que Le Réveil de Flore dont la chorégraphie lui avait été exclusivement attribuée était un travail commun avec Lev Ivanov. Dans sa lettre, Petipa déclare qu'il est seul responsable de la chorégraphie et de la mise en scène et qu'Ivanov lui avait seulement servi d'assistant pour adapter ses danses à la scène. Quoi qu'il en soit, les efforts de Petipa pour corriger le journal sont restés stériles dans la mesure où le Kirov a crédité la reprise du Réveil de Flore aux deux chorégraphes.

### Influences possibles

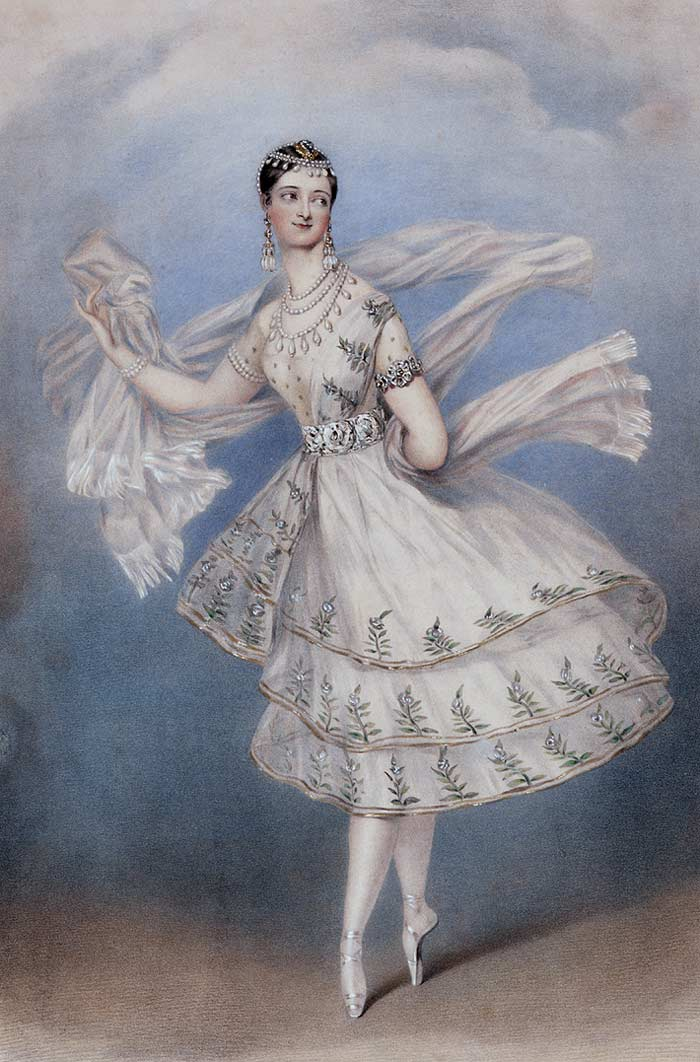
Lithographie d'Alfred Edward Chalon (1780-1860) de la ballerine Marie Taglioni (1804-1884) en tenue de Zoloë dans l'opéra-ballet Le Dieu et la Bayadère, ou La courtisane amoureuse du chorégraphe Filippo Taglioni (1777-1871)

En 1839, à l'occasion d'une tournée d'authentiques bayadères hindoues à Paris, Théophile Gautier écrit certaines de ses pages les plus inspirées pour décrire Amani, la principale danseuse de la troupe. Des années plus tard, en 1855, l'écrivain dramaturge rapporte la pendaison de la bayadère prise d'un accès dépressif en raison de la nostalgie qu'elle éprouve pour son Inde ensoleillée et bien-aimée. Gautier écrit, en son hommage, le livret du ballet Sakountala dérivé d'un drame du poète hindou Kâlidâsa. L'œuvre est interprétée par le ballet du Théâtre impérial de l'Opéra dans une chorégraphie de Lucien Petipa sur une musique d'Ernest Reyer. Maints historiens du ballet ont cité cette œuvre comme étant la véritable source d'inspiration pour La Bayadère de Petipa.
Une autre source possible, comportant des thèmes similaires dans une Inde exotique, est l'opéra-ballet en deux actes de Filippo Taglioni intitulé Le Dieu et la Bayadère ou La Courtisane amoureuse, sur une musique de Daniel-François-Esprit Auber et représenté à l'Opéra de Paris le 13 octobre 1830. Un des spectateurs n'était autre que le jeune Marius Petipa. L'action est instruite par Eugène Scribe à partir du texte Der Gott und die Bajadere de Goethe. L'œuvre, interprétée par le ténor dramaturge Adolphe Nourrit et la légendaire ballerine Marie Taglioni dans le rôle principal de Zöloe, connaît aussitôt un vif succès.
La Bayadère reste longtemps inconnue des publics occidentaux, à la suite de la dégradation des relations politiques et culturelles entre leurs États et l'URSS au cours du XXe siècle. Les publics parisien et londonien ne découvrent qu'un extrait (l'acte des ombres) en 1961, lors de la tournée du Kirov "à l'Ouest"… à noter que la compagnie amenait avec elle un jeune prodige déjà célèbre dans son pays d'origine, Noureev, qui en 1992, au terme de sa carrière et de sa vie, remonte le ballet, version dont seul l'Opéra de Paris est légataire.

## Création

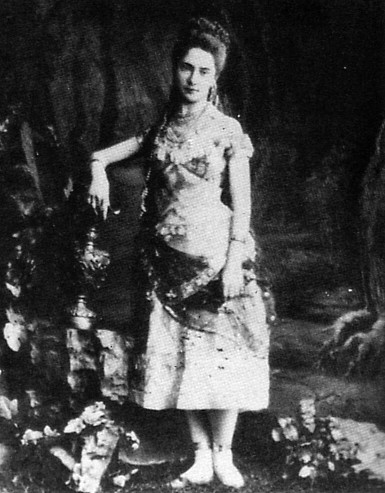
Ekaterina Vazem habillée en Nikiya pour l'Acte II de La Bayadère. Saint Pétersbourg, 1877.

À l'origine, La Bayadère est spécialement créée pour la ballerine Ekaterina Vazem, Prima ballerina des Théâtres impériaux de Saint Pétersbourg. Du milieu à la fin du XIXe siècle, les danseurs étrangers dominaient le ballet russe si bien que, à partir des années 1860 et jusqu'au début des années 1880, l'administration encourage la promotion d'artistes natifs du pays. La ballerine virtuose russe Vazem a progressé dans les rangs du Ballet Impérial jusqu'à devenir une des interprètes les plus célèbres de la compagnie.
Le rôle de Solor étant avant tout une pantomime sans danse classique réelle est confié à Lev Ivanov, Premier danseur des Théâtres Impériaux de Saint Pétersbourg. Ivanov deviendra, par la suite, régisseur et Second Maître de Ballet des Théâtres impériaux de même qu'un chorégraphe apprécié.
La création a lieu au Théâtre Bolchoï Kamenny de Saint-Pétersbourg le 4 février (23 janvier du calendrier grégorien) 1877, avec, dans les rôles principaux, Ekaterina Vazem dans le rôle de Nikiya, Lev Ivanov dans celui de Solor et Maria N. Gorchenkova dans celui de Gamzatti. Le rajah de Golkonda est interprété par Christian Johansson. Les décors sont réalisés par Mikhaïl Botcharov pour l'acte I scène 1 ; Matveï Chichkov pour l'acte I scène 2, ainsi que pour l'acte II. Ivan Andreïev assume le décor de l'acte III scène 1, ainsi que celui de l'acte IV scène 1. Heinrich Wagner signe le décor de l'acte III scène 2 (Le Royaume des Ombres) et Piotr Lambine celui de l'acte IV scène 2, dit de l'Apothéose.

## Orchestration
Léon Minkus (1826-1917).

## Personnages
| Personnages                                     | Fonction                                        | Première, 23 janvier 1877 |
| ----------------------------------------------- | ----------------------------------------------- | ------------------------- |
| Nikiya                                          | Une bayadère                                    | Ekaterina Vazem           |
| Solor                                           | Guerrier de la caste noble                      | Lev Ivanov                |
| Dugmanta                                        | Rajah de Golconde                               | Christian Johansson       |
| Gamzatti                                        | Fille de Dugmanta rajah de Golconde             | M. N. Gorchenkova         |
| Le Grand Brahmane                               | Chef des prêtres                                | Nikolaï Golts             |
| Magdaveya                                       | Chef des fakirs                                 |                           |
| L'Idole dorée (appelée aussi "Idole de bronze") | Statue d'or qui s'anime de manière fantastique. |                           |
| Toloragva                                       | Guerrier, ami et confident de Solor             |                           |
| Aya                                             | Servante de Gamzatti                            |                           |

## Argument
La Bayadère est l'histoire d'une bayadère (« danseuse sacrée » ou « servante » dans un temple hindou), Nikiya, et du valeureux guerrier Solor qui se sont mutuellement juré une fidélité éternelle, aidé en cela par Magdaveya, le virevoltant chef des fakirs, dont la mission est de veiller sur le feu sacré devant le temple et de l'entretenir. Le Grand Brahmane, également amoureux de Nikiya malgré son caractère sacerdotal, découvre à l'improviste les relations de celle-ci avec Solor, tandis que les deux amoureux sont enlacés près du feu sacré, et Magdaveya échouant à les prévenir à temps de l'approche du grand-prêtre.
De son côté, Dugmanta, Rajah de Golconde, a l'intention de fiancer sa fille Gamzatti à Solor. Nikiya, ignorant tout de ce projet, accepte de danser à l'occasion des fêtes célébrant les fiançailles. Jaloux, le Grand Brahmane souhaite se débarrasser de Solor, son rival qui s'ignore, afin de garder Nikiya pour lui seul. Il va dénoncer Solor au Rajah et apprend à ce dernier que le jeune guerrier et Nikiya se sont voué un amour mutuel devant le feu sacré. Son plan échoue lorsque Dugmanta, loin d'être en colère contre Solor, décide que si quelqu'un doit payer de sa vie dans cette affaire ce serait Nikiya, car elle a trahi sa mission sacrée de se vouer uniquement au temple ; le Grand Brahmane est au désespoir. Gamzatti, qui a surpris à travers la porte cette conversation du Grand Brahmane avec son père, convoque Nikiya au palais et essaye de la soudoyer avec de précieux bijoux pour qu'elle renonce à Solor. Une rivalité furieuse surgit entre les deux jeunes femmes. Poussée à bout, Nikiya finit par saisir un poignard et se précipite sur Gamzatti pour la tuer. Son bras est arrêté de justesse par Aya, la servante-esclave de Gamzatti. Nikiya, qui a repris ses esprits, est horrifiée par le geste qu'elle allait commettre, et s'enfuit éperdue, au comble du désespoir. Comme son père, un peu plus tôt devant le Grand Brahmane, Gamzatti fait à son tour le serment de tuer la bayadère ; mais le meurtre doit s'accomplir de manière déguisée, sous l'apparence d'un accident.
Lors de la fastueuse célébration des fiançailles au palais, en présence de toute la cour, des prêtres et du Grand Brahmane, où Solor est tout triste car il doit subir de force cette union avec Gamzatti qu'il n'aime pas, Nikiya, qui sait maintenant qui est le fiancé de Gamzatti, est contrainte de venir danser comme elle s'y était engagée. Apparaissant dans la grande salle, elle exécute une danse poignante, pleine de tristesse, tout en jouant sur sa vînâ . Au cours de cette danse pathétique, s'approche d'elle tout doucement le chef des fakirs, Magdaveya, qui lui présente, avant de s'éclipser rapidement, une corbeille de fleurs ; la malheureuse Nikiya l'interprète comme ne pouvant provenir que de Solor, son amour, lui envoyant ainsi un hommage silencieux ; Solor est là, l'air absent, assis à distance à côté de Gamzatti triomphante. Pensant donc que la corbeille de fleurs est un hommage secret de Solor, Nikiya, pleine d'un fol espoir, entame aussitôt une danse finale, joyeuse et endiablée… Tout comme le fakir Magdaveya qui lui est dévoué, Nikiya ignore que le cadeau vient en fait du Rajah et de Gamzatti, qui ont fait cacher dans la corbeille, sous les fleurs, un serpent venimeux (dans certaines versions, ce n'est pas le dévoué et innocent Magdaveya qui remet à Nikiya la dangereuse corbeille, mais la servante Aya, complice de Gamzatti et du Rajah). La bayadère, après avoir tournoyé dans sa danse, finit par serrer la corbeille contre son cœur… et le serpent la mord au cou. Elle se fige, désigne très vite d'un doigt accusateur ses meurtriers, Gamzatti et le Rajah, et s'effondre au sol. Stupeur générale. Le Rajah et Gamzatti ne bronchent pas et regardent ailleurs. Solor est interdit, ne sachant que faire ni quoi penser. Le Grand Brahmane se précipite et met dans la main de Nikiya un contre-poison qu'il garde toujours sur lui et la supplie de le boire immédiatement ; mais Nikiya, maintenant lucide sur tout, le refuse : sachant inéluctable le mariage de Solor avec Gamzatti, elle choisit de mourir plutôt que de vivre en ce monde sans son amour.
Au cours de la nuit suivante, dans sa chambre, Solor désespéré, fume l'opium que lui proposent son ami Toloragva et le fakir Magdaveya afin de calmer la douleur de son deuil. Peu à peu, dans son délire, les contours de sa chambre s'effacent, il se voit ailleurs, avec l'ombre vivante (ou fantôme) de Nikiya, dans un lieu nocturne et étoilé, un nirvana… le paisible Royaume des Ombres. C'est là que vont désormais se retrouver les deux amoureux, parmi les ombres d'autres bayadères.
Épilogue 1(version originale de 1877): Lorsque Solor se réveille au matin, il est confronté à la dure réalité : les préparatifs du mariage vont bon train ; il doit épouser Gamzatti. L'union sera  dans le temple. Avant la cérémonie et durant celle-ci, l'ombre adorée de Nikiya vient hanter Solor et lui apparaît alors même qu'il est avec Gamzatti. Au moment suprême, quand le Grand Brahmane est sur le point d'unir leurs mains, la colère des dieux éclate pour venger le meurtre de Nikiya : dans un terrible et inexplicable orage, la foudre ne cesse de tomber sur le temple jusqu'à le détruire ainsi que tous ceux qui y sont. Solor est mort… Son ombre s'élève et s'unit à celle de Nikiya, à jamais réunies dans l'heureux Royaume des Ombres.
Épilogue 2 (fréquemment adopté de nos jours - Voir infra La production Lopoukhov) : Solor ne se réveille pas après cette fatidique nuit de prise d'opium dans le but de calmer la douleur de son deuil. Les deux amants, désormais unis dans la mort, vivent à jamais leur amour dans le paisible Royaume des Ombres.

## Programme du ballet

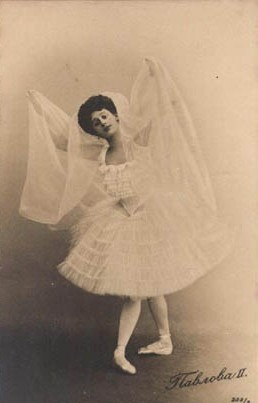
La célèbre Anna Pavlova dans le rôle de Nikiya, portant le costume de l'Acte III.

Introduction
Acte I
Scène 1 - Dans la forêt sacrée, à l'extérieur d'un temple indien :
Un noble guerrier, Solor, veut offrir au râjah un tigre et envoie ses amis à la chasse, tandis qu'il reste près du temple pour voir sa bien-aimée Nikiya, l'une des bayadères, danseuses sacrées du temple. Il lui jure sa foi. Le Grand Brahmane, également épris de Nikiya, les surprend et en conçoit de la jalousie.
1. Solor revient de la chasse au tigre
2. Arrivée des prêtres
3. Fête du feu sacré
4. Apparition de Nikiya
Variation: Nikiya
6. L'eau sacrée
7. Le fakir Magdaveya et Solor - Nikiya revient
8. Pas de deux : Nikiya et Solor
9. Nikiya et Solor se jurent un amour éternel sous le regard du Grand Brahmane observant la scène sans être vu d'eux.
Scène 2- Une pièce dans le palais du rajah :
Le Rajah offre la main de sa fille Gamzatti à Solor. Celui-ci, tenu par son serment fait à Nikiya, tente de se dérober, mais il est obligé d'obéir. Le Grand Brahmane vient trouver le Rajah pour lui révéler les relations secrètes entre Solor et Nikiya. Gamzatti, surprenant cette conversation, fait venir la Bayadère au palais pour lui annoncer ses fiançailles avec Solor et tente de la soudoyer afin qu'elle renonce à Solor. Nikiya refuse de la croire ; les deux rivales ont une terrible querelle, et Nikiya, poussée à bout, menace Gamzatti d'un poignard que l'esclave Aya retire de justesse de sa mains. Nikiya, folle de désespoir, sort éperdue. Gamzatti échafaude le meurtre secret de la bayadère qui a osé la défier.
1. Annonce des fiançailles
2. Le Grand Brahmane dénonce Nikiya et Solor au Rajah
3. Gamzatti essaie de soudoyer Nikiya, elles s'affrontent violemment
Acte II - Le jardin du palais
1. Prélude
2. La grande procession
Pas d'action I
Pas d'action II
Pas d'action III
Pas d'action IV (variation de l'Idole dorée et diverses danses)
Adage de Solor et de Gamzatti
Variation de Solor
Variation de Gamzatti
3. Danse des éventails
4. Entrée de Nikiya et variation avec la corbeille de fleurs
5. Le serpent mord Nikiya, qui meurt
Acte III
Scène 1 - Attristé par la mort de Nikiya, Solor fume de l'opium et entre en rêve
Scène 2 - Le Royaume des Ombres
1. Valse
Variation : Solor
Pas de deux I
Pas de deux II
Variation I
Variation II
Variation III
Pas de deux
En cas d'Épilogue 1 :
Acte IV.
Cérémonie de mariage au temple entre Gamzatti et Solor
Apparitions répétée de Nikiya aux yeux seuls de Solor
Orage. Colère des dieux vengeant la mort de Nikiya. Destruction du temple sur les assistants.
Apothéose. L'ombre de Solor rejoint à jamais celle de Nikiya dans le paisible Royaume des Ombres.

## Les différentes versions marquantes

### Version princeps (1877) deLa Bayadèrepar Petipa

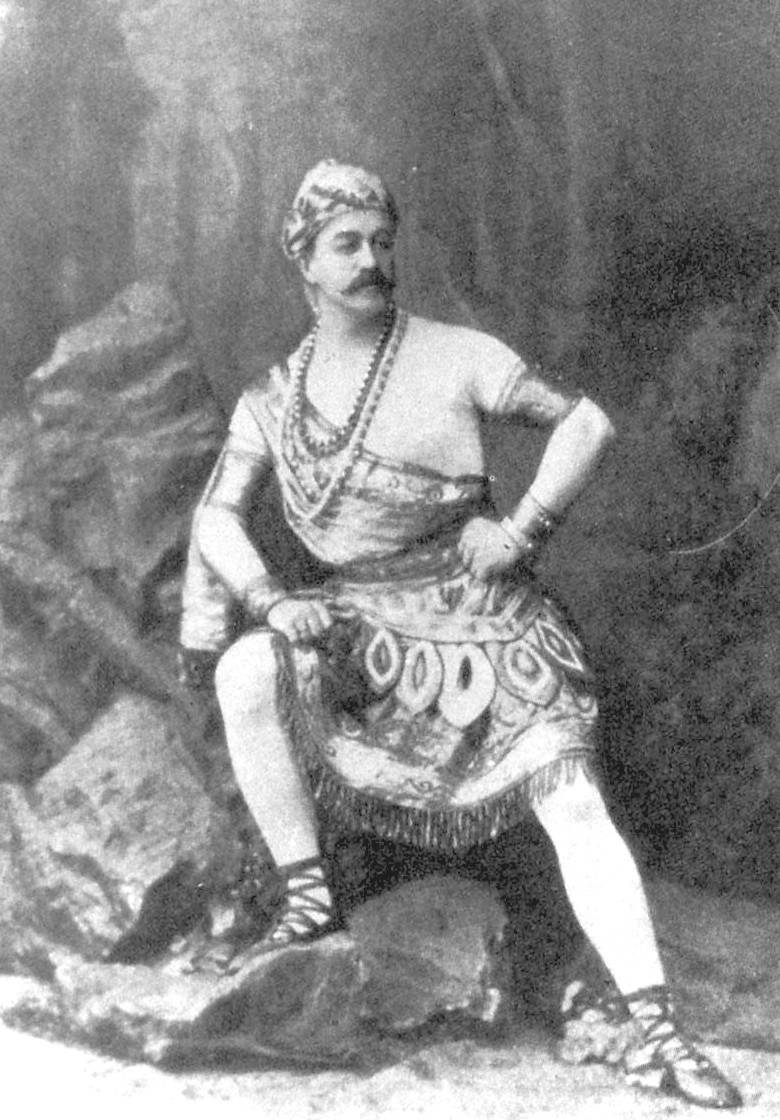
Lev Ivanov dans le rôle du guerrier Solor (1877)

Petipa passe six mois à monter La Bayadère dans des circonstances difficiles. Le directeur des Théâtres impériaux, le baron Karl Karlovitch Kister, n'apprécie guère les ballets et leur impose des économies budgétaires importantes chaque fois que cela lui est possible. À cette époque de la Saint-Pétersbourg tsariste, la fréquentation de l'Opéra impérial italien est bien plus à la mode que celle du ballet. Le résultat de cet engouement du public est que les répétitions pour les opéras monopolisent la scène du Théâtre Bolchoï Kamenny, principal théâtre pour les ballets les opéras jusqu'en 1886, date à laquelle les représentations ont été transférées au Théâtre impérial Mariinski. Il ne reste que deux jours par semaine au ballet pour répéter alors que l'opéra italien en dispose de six et parfois sept dans le même temps. Pour cette raison, Petipa se voit accorder une seule répétition générale pour son ballet, seule fois avant la première où la totalité des scènes et danses sont interprétées en même temps. À cette occasion, une confrontation surgit entre Petipa et la prima ballerina Vazem au sujet de son entrée sur la scène lors du grand pas d'action. Enfin, le maître de ballet éprouve de grandes difficultés avec les machinistes et décorateurs responsables des effets scéniques. Par ailleurs, le directeur de la salle, Karlovitch Kister, ayant augmenté le prix des places jusqu'à les rendre plus élevées que celles de l'opéra italien - qui étaient déjà chères pour l'époque -, Petipa appréhende de donner la représentation devant une salle vide d'autant que la première de son ballet coïncide avec la première du Lac des cygnes qui a lieu à Moscou en 1877.
Petipa fait ouvrir le ballet avec la scène de la fête du feu sacré (acte I, scène 1) au cours de laquelle les danses délicates des bayadères alternent avec celles fougueuses des fakirs qui, en état de transe religieuse sautent à travers les flammes et se tailladent le corps avec des poignards. La célébration des fiançailles de l'acte II est le prétexte à une grande procession en l'honneur de l'idole Badrinata accompagnée par la musique de la grandiose Marche composée par Minkus. Cette scène n'est pas sans rappeler celle d'Aïda qui se déroule sur une grande place et dont Petipa avait également chorégraphié les danses pour la production des Théâtres impériaux. La procession de l'acte II de La Bayadère comporte trente six entrées pour 216 participants dont Solor perché à quatre mètres du sol sur un éléphant couvert de bijoux. À cette entrée fastueuse fait suite un grand divertissement consistant en des danses pour les esclaves et pour le corps de ballet ainsi que des danses de caractère. Suit la Danse Manu au cours de laquelle la ballerine essaie de garder une jarre remplie d'eau en équilibre sur sa tête tout en soustrayant son contenu à la convoitise de deux filles assoiffées. À la Danse Manu succède la Danse infernale, une danse de caractère au son des tambourins. Certains critiques l'ont qualifiée comme étant« plus proche des Indiens d'Amérique que de ceux des Indes ». Une coda générale à laquelle tous participent est suivie de la célèbre Scène dansée de Nikiya. Dans la production originale, la ballerine, nantie d'un vinâ, commence sa triste démonstration au son d'un déchirant solo de violoncelle. Une coda endiablée précède la mort de l'héroïne mordue par un serpent.

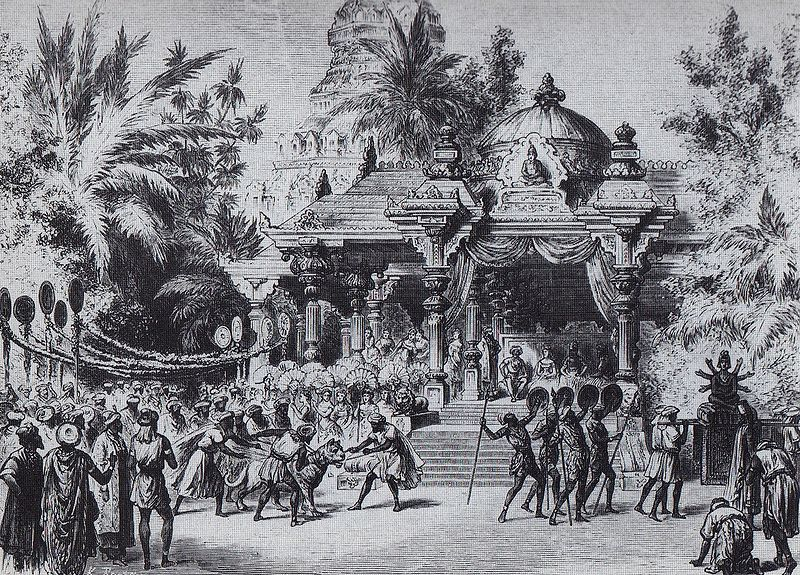
Lithographie de la Grande Procession en l'honneur de Idole Badrinata de l'Acte II de La Bayadère. Saint Pétersbourg, 1877

Typiquement, un ballet de cette époque ne comportait qu'une seule "pièce de résistance" : le grand pas. Petipa en inclut deux dans La Bayadère : la vision de Nikiya dans la scène du Royaume des Ombres et l'apparition de l'héroïne au mariage de Solor et Gamzatti dans le dernier acte. Petipa met en scène l'apparition de l'ombre de Nikiya au mariage dans le contexte d'un grand pas d'action qui n'est pas sans rappeler le Grand pas de trois que Filippo Taglioni avait introduit, en 1832, dans l'acte I de La Sylphide (l'ombre de Nikiya est seulement visible par Solor lorsque ce dernier danse avec Gamzatti).

## La fameuseEntréeau début de l'épisodeLe Royaume des Ombres
Le passage le plus connu de La Bayadère reste sans conteste celui de l'Entrée dans le Royaume des Ombres, que Petipa organise comme un Grand pas classique dépourvu de toute action dramatique. Sa chorégraphie simple et académique deviendra une de ses plus célèbres compositions, avec l’Entrée d'un corps de ballet d'Ombres (les fantômes de servantes décédées d'un temple hindou), composition qui exige une synchronisation absolue entre chaque pas des ballerines. Cette Entrée lui a été inspirée par une illustration de Gustave Doré tirée du Paradis, deuxième cantica de la Divine Comédie de Dante. Les danseuses composant le corps de ballet pénètrent sur la scène vêtues d'un tutu blanc avec des voiles entourant leurs bras. Chaque ballerine avance, une par une, le long d'un plan incliné à dix degrés situé sur le côté droit de la scène, avec une1re arabesque immédiatement suivie d'un pas en arrière, les bras en cinquième position (pour éviter de se scinder en deux rangs répartis de part et d'autre de la scène pour préparer les futures danses. Ce tableau est techniquement très complexe et un véritable défi pour le corps de ballet.
Bien que l'histoire se déroule dans l'Inde antique, tant la musique de Minkus que la gestuelle des danseurs, y compris dans les danses de caractère, ne font  qu'à peine appel aux formes traditionnelles de la musique et des danses indiennes. Le ballet reflète essentiellement la vision exotique de l'Asie du Sud qu'ont les Européens du XIXe siècle. Bien que certaines sections de la musique de Minkus renferment des mélodies rappelant quelque peu les intonations de celles de l'Asie du Sud, la partition est un exemple achevé de « musique dansante » du milieu du XIXe siècle, en vogue à cette époque et qui ne s'éloigne guère des polkas, adagios, valses viennoises et autres orchestrations du même genre.
Dans le même ordre d'idées, la chorégraphie de Petipa contient divers éléments qui rappellent au spectateur que l'art de ce grand maître de la chorégraphie ne s'éloigne jamais des canons du ballet classique. Uniquement préoccupé par l'art de la danse, Petipa ne prêtait pratiquement pas d'attention à l'exactitude ethnographique... mais après tout, c'était là la tendance de toute son époque. Que l'intrigue se passe en Chine, aux Indes ou au Moyen-Orient, le maître de ballet n'inclut que rarement, sinon jamais, des danses du pays concerné, sinon en les stylisant à l'extrême au moyen d'expression qui reste avant exclusivement européenne.
Dans sa revue de 1877, l'historien du ballet Constantin Skalkovski commente ainsi les inexactitudes ethnographiques qu'il relève au cours de la première : « Petipa n'a emprunté à l'Inde [...] que quelques traits. En effet, les danses à l'ouverture de la première scène, La fête du feu sacré, ressemblent de loin aux danses [exécutées] réellement par les bayadères qui consistent, en quelques oscillations du corps associées à des mouvements modérés des bras sur une musique triste. Cependant, si les danses des bayadères sont ethniquement incorrectes, l'idée de danser avec la fille du Rajah est encore plus farfelue. Seules les courtisanes peuvent danser et chanter. Toute femme qui enfreindrait ces règles serait rapidement punie par le mépris ou le rejet dans une basse caste ». On le voit : paradoxalement, Petipa accorde aux femmes, dans La Bayadère, des libertés fondamentales dont elles ne jouissaient jamais dans l'Inde traditionnelle.

### La critique lors de la création en 1877
Malgré les appréhensions de Petipa en raison du prix des places qu'il jugeait dissuasif, la première se déroule devant une salle archi-comble au Théâtre Bolchoï Kamenny et a un succès retentissant. À la fin de la représentation, le public applaudit la prestation pendant plus d'une demi-heure et rappelle à plusieurs reprises le chorégraphe Petipa, la ballerine Vazem et le compositeur Minkus. Du jamais vu depuis que Petipa a monté sa dernière féerie orientale, Le Roi Candaule, en 1868, unanimement appréciée aussi bien des balletomanes que des critiques.

Il est bien entendu que les spectateurs des Théâtres impériaux de Saint-Pétersbourg aiment particulièrement les ballets mélodramatiques et le thème de La Bayadère rencontre des partisans fervents et influents. La scène de jalousie entre Nikiya et Gamzatti, comme la scène où Nikiya éconduit le grand brahmane ont été très appréciées des critiques. Un critique du journal de Saint-Pétersbourg L'Écho du théâtre commente : 

« On ne peut qu'être étonné, à la vue du nouveau ballet, de l'imagination inépuisable que possède [Petipa]. Toutes les danses se distinguent par leur originalité et leur couleur ; des nouveautés dans les regroupements, une mine d'inventions, l'intelligence de l'argument, et sa corrélation avec le lieu où se passe l'action sont les principaux mérites de cette Bayadère. »

 Un des critiques salue l'œuvre, non sans humour, de « La Gisèle de l'Est de Suez » tandis qu'un autre commente les fautes des machinistes lors de effets spéciaux du ballet en disant qu'ils ne fonctionnaient que lorsqu'ils étaient réalisés selon un horaire précis : 

« ... Un dialogue mimé dans lequel [Nikiya] dévoile un château dans le ciel [à Solor] n'était pas en phase avec la gestuelle de Mme Vazem et le château, censé être visible par une fenêtre, n'était pas encore apparu que la ballerine était sortie de scène... La destruction du temple lors du dernier acte ne s'est produite que longtemps après le signal musical, ce qui a eu pour conséquence de voir quelques instants de flottement pendant lesquels les artistes couraient frénétiquement en tous sens sans raison apparente. »

Ekaterina Vazem, dans le rôle de la bayadère Nikiya devint la « coqueluche » de la société de Saint-Pétersbourg et fut considérée par les balletomanes et les critiques comme la ballerine la plus douée de sa génération. Peu après la représentation, elle reçut une broche en diamants cloutés de rubis accompagnée d'un immense bouquet de fleurs d'Adelina Patti, la célèbre Prima donna qui, à l'époque était l'artiste invitée de l'Opéra impérial italien de Saint-Pétersbourg. Un critique du journal La Voix ne tarit pas d'éloges pour son interprétation du rôle de Nikiya : 

« [la performance de Vazem] est un miracle de la  chorégraphie. Il est difficile d'évaluer la perfection avec laquelle l'artiste, Mme Vazem, a interprété les nouvelles danses, à la fois classiques et de caractère, de son nouveau rôle. Son incomparable talent n'a pas son pareil, à l'heure présente, dans toute l'Europe. Elle a atteint un tel degré de perfection qu'il ne parait pas possible d'aller plus loin. »

 L'historienne du ballet Vera Krassovskaïa, décrètera ultérieurement au sujet de la production originale de Petipa : 

« La première tant acclamée est le point d'intersection entre la tradition du ballet de Saint-Pétersbourg et les générations de danseurs [...] établissant une transition entre le ballet romantique et le ballet classique. »

### Les reprises de Petipa de 1884 et 1899
La Bayadère a été représentée soixante dix fois entre la première et le gala d'adieu à la scène d'Ekaterina Vazem. Le ballet n'a plus été monté avant le 14 décembre 1884 date à laquelle Petipa revoit les danses destinées à la ballerine Anna Johansson tout en laissant le reste du ballet dans son état d'origine.

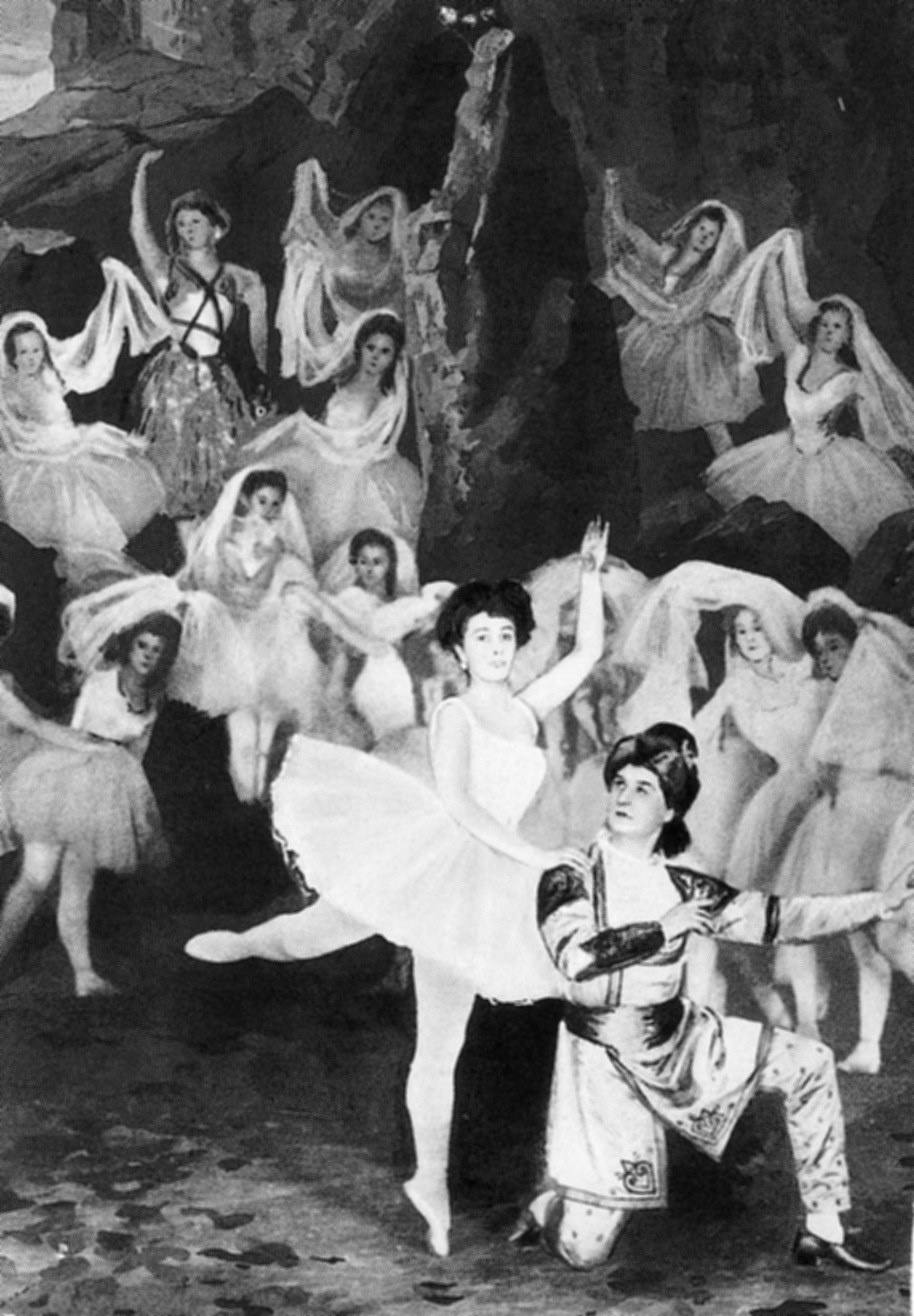
Mathilde Kschessinska dans le rôle de Nikiya et Pavel Gerdt dans celui de Solor avec le Corps de ballet dans la scène du Royaume des ombres dans la reprise de Marius Petipa pour La Bayadère. Saint Pétersbourg, 1900.

Lorsque Anna Johansson prend sa retraite en 1886, elle choisit d'interpréter le second Acte pour son gala d'adieu. Ce fut la dernière interprétation de La Bayadère avant son retrait du répertoire des Ballets Impériaux.
À la fin de l'année 1899, Petipa remanie le ballet pour le premier danseur des Ballets impériaux Pavel Gerdt qui fête ses quarante ans de présence au sein du ballet de Saint-Pétersbourg. Cette même année, Mathilde Kschessinska, nouvellement nommée prima ballerina assoluta des Ballets impériaux, exprime son désir de voir Petipa réviser La Bayadère. Il est entendu que le nouveau ballet serait un excellent faire-valoir à la fois pour Gerdt et pour Kschessinska. Petipa se met rapidement au travail. Il revoit entièrement la chorégraphie afin de la présenter pour la saison 1900-1901 des théâtres impériaux de Saint-Pétersbourg.
Petipa modifie la scène du Royaume des Ombres qui se tenait dans un château quelque part dans un ciel lumineux. Elle se tiendra désormais dans un paysage rocheux de la chaîne des Himalayas plongé dans l'obscurité. Petipa a, en outre, porté le nombre de ballerines du corps de ballet de trente deux à quarante huit. L'illusion d'esprits descendant du ciel lors de la fameuse Entrée des Ombres gagne en crédibilité mais représente un défi pour le corps de ballet. Un projecteur, dirigé sur la partie supérieure du corps de la ballerine, aveugle littéralement celle-ci alors que le bas du corps et la planche restent dans l'obscurité donnant ainsi l'impression que la danseuse « flotte » dans l'air. Elle descend sans voir ni ses jambes ni la planche. Qu'une ballerine commette une erreur ou, à fortiori, une chute et c'est l'effet visuel, dans son ensemble, qui est gâché ! C'est cette version qui est encore représentée de nos jours.

Petipa a également accru les difficultés chorégraphiques des variations pour les ballerines. Plusieurs années plus tard, Kschessinskaya commentait ainsi la reprise de La Bayadère : 

« Les danses pour Nikiya [chorégraphiées] par Petipa dans la version de 1900 étaient simples mais demeuraient une gageure et je devais être certaine que j'étais en très bonne forme [physique] pour exécuter correctement ces pas. »

Un autre changement important est l'ajout de « nouvelles » variations dans le grand pas d'action final des principaux personnages. Comme le voulait la coutume de l'époque, Minkus n'a pas composé de variation pour le grand pas d'action final de La Bayadère. Il laissait au danseur le choix de la variation qu'il souhaitait exécuter (À l'origine, Minkus note dans la marge « suivi par les variations de Solor et Gamzatti » après le grand adage du grand pas d'action). Habituellement, ces variations étaient extraites de divers ballets déjà existants.
Pavel Gerdt, âgé de cinquante six ans, est incapable de danser les variations de Solor. C'est le danseur Nicolas Legat qui les interprète sur scène à sa place. Il choisit une variation du ballet Papillon de Taglioni chorégraphiée  par Petipa et ajoutée par Minkus à la reprise de 1874. En 1941, Vakhtang Chabukiani chorégraphie à nouveau cette variation pour lui-même. C'est cette dernière mouture que les danseurs utilisent de nos jours lorsqu'ils interprètent le rôle de Solor.
La prima ballerina Olga Preobrajenskaïa danse Gamzatti lors de la reprise de La Bayadère dans sa version de 1900, mais il n'existe aucune donnée concernant la variation qu'elle a choisi d'interpréter après le grand pas d'action final. Lorsque Vakhtang Chabukiani et Vladimir Ponomariov revoient le ballet pour le Théâtre Mariinski en 1941, la variation traditionnellement dansée par Gamzatti dans le grand pas d'action, est remplacée par une variation issue du célèbre pas de Vénus du Roi Candaule chorégraphié par Petipa en 1868 sur une musique  de Riccardo Drigo. La chorégraphie de Petipa pour cette variation est remaniée par Piotr Goussev en 1947. C'est cette dernière qui est encore représentée de nos jours.

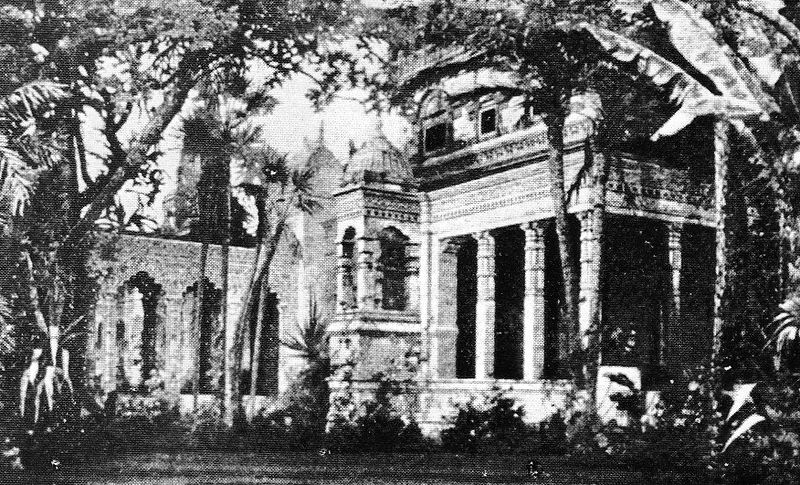
Une photographie de la scène du Théâtre impérial Mariinski dans un décor d'Orest Allegri pour l'Acte II de la reprise par Petipa en 1900, Saint-Pétersbourg, 1900.

Nikiya ne danse pas de variation au cours du grand pas d'action du final de la Bayadère. Cependant, Mathilde Kschessinska a missionné le maître de chapelle Riccardo Drigo pour composer une nouvelle variation pour sa représentation. Ainsi qu'elle lui a demandé, Drigo réalise une orchestration essentiellement en pizzicato pour la harpe. Cette variation deviendra, par la suite, une propriété légale de la ballerine et n'a plus jamais été représentée.

### La reprise de Petipa de 1900
La seconde production de La Bayadère dans la chorégraphie de Petipa, représentée le 15 décembre (3 décembre) 1900 au Théâtre impérial Mariinski, reçoit un accueil mitigé de la part des critiques comme de celle des balletomanes. Un critique de la Gazette de Saint Pétersbourg déclare que la chorégraphie de Petipa est : « ...peut-être plus ennuyeuse que longue et ininteressante ». Quoi qu'il en soit, le ballet devient rapidement un faire-valoir pour les ballerines du Théâtre Impérial et mis au répertoire permanent. La Bayadère est rapidement considérée comme l'un des meilleurs moyens pour une ballerine de faire la démonstration de sa technique et de son adresse. Olga Preobrajenskaïa, Vera Trefilova, Anna Pavlova (qui intreprète, pour la dernière fois, le personnage de Nikiya au sein des Ballets Impériaux en 1914), Ekaterina Gueltzer, Lioubov Iegorova, et Olga Spessivtseva, pour ne citer que celles-ci, ont toutes triomphé dans le rôle de Nikiya. Le Royaume des Ombres devient l'épreuve la plus élaborée pour évaluer un corps de ballet. Bien des jeunes ballerines font leurs débuts dans cette scène.
En mars 1903, la scène du Royaume des Ombres est représentée indépendamment du ballet lors d'un gala au Palais Peterhof offert en l'honneur du Kaiser Guillaume II à l'occasion d'une visite protocolaire.
La version 1900 du ballet de Petipa a subi peu de modifications au cours de son histoire. Le  changement le plus important est apporté par Nikolaï Legat, en 1914, lorsqu'il prolonge le pas d'action de Nikiya et Solor (connu sous le nom de duo d'amour de Nikiya et Solor) de l'Acte I - scène 1 par des sauts plus athlétiques. La version de Legat de ces pas est encore celle représentée de nos jours et acceptée comme étant la chorégraphie de Petipa.

### Notations de la production 1900 de Petipa

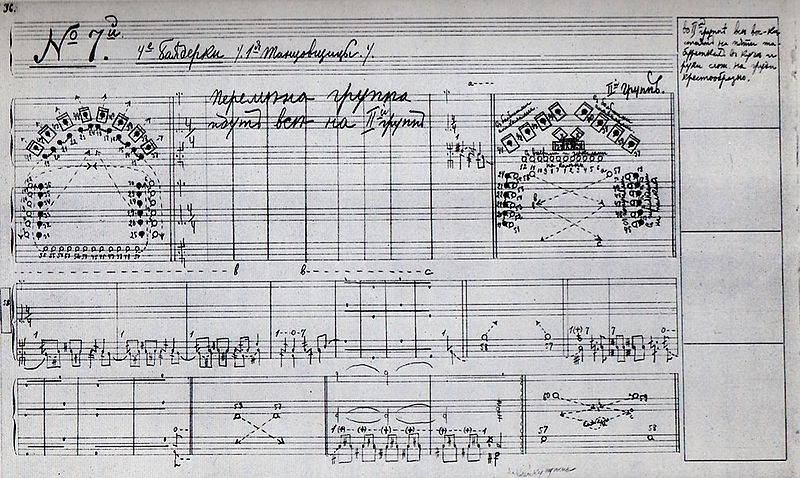
Une page des notations du mouvement apportées par Stepanov - Collection Sergueïev - pour La Bayadère de Petipa/Minkus, vers 1900.

Comme beaucoup d'œuvres du répertoire du ballet impérial à l'aube du XXe siècle, la chorégraphie de La Bayadère dans la version de Petipa en 1900 supporte une notation du mouvement selon la méthode de Vladimir Ivanovitch Stepanov et établie, entre 1900 et 1903, par Nicolas Sergueïev, régisseur des Ballets impériaux et son équipe. Outre La Bayadère, les ballets notés de Petipa sont La Belle au bois dormant, Raymonda, son ultime version de Giselle de même que Le Lac des cygnes dans la version originale de Petipa/Ivanov de 1895 et le ballet Coppélia de Petipa/Ivanov/Cecchetti. C'est sous cette forme que les ballets La Belle au bois dormant, Giselle, Le lac des cygnes et Coppélia sont représentés pour la première fois dans les pays de l'Ouest par Sergueïev. De nos jours, ces notations -incluant nombre des ballets de Petipa qui ne sont plus guère interprétés- sont conservées dans une collection, connue sous le nom de Sergeyev Collection, à la Librairie Universitaire de Harvard.

## Les productions après celles de Petipa et les différences d'épilogue

### Production du Théâtre Bolchoï, Moscou
La première production, après celles de Petipa, est représentée par le ballet du Théâtre impérial Bolchoï de Moscou dans une mise en scène du danseur Vassili Tikhomirov et du maître de Ballet Alexandre Gorski. La première a lieu le 19 janvier (6 janvier) 1904 avec, dans les rôles principaux, la ballerine Adelaide Giuri pour Nikiya, Tikhomirov pour Solor, et Ekaterina Gueltzer pour Gamzatti. Gorski choisit également d'inclure des costumes de scène et une chorégraphie plus en rapport avec le lieu où se passe l'action. C'est ainsi que, pour la scène du Royaume des Ombres, il habille les ballerines avec des vêtements hindous plutôt qu'avec des tutus blancs et des voiles de la même couleur pour les bras. La production de Gorski est revue par Vassili Geltzer  en 1907 puis, une nouvelle version voit le jour en 1917 avec la ballerine Alexandra Balachova et le danseur Mikhail Mordkin dans les rôles principaux. En 1923, la chorégraphie est à nouveau reprise au Théâtre Bolchoï avec un quatrième acte ajouté par Vassili Tikhomirov. Ivan Smoltsov et Valentina Koudriatseva revoient l'œuvre en 1940 pour Marina Semenova. Le ballet du Bolchoï interprète alors la totalité de La Bayadère pour la dernière fois jusqu'à ce que Iouri Grigorovitch monte sa propre version, en 1991, pour la compagnie.

### La production de Lopoukhov de 1920
Avec l'indigence qu'a connu le ballet à la suite de la révolution russe de 1917, beaucoup d'œuvres inscrites au répertoire du ballet impérial de Saint-Pétersbourg ont été supprimées à tout jamais. Celles qui ont survécu ont été considérablement modifiées dans le sens de l'économie. La version 1900 de Petipa est interprétée pour la dernière fois en 1920 à l'ex-Kirov dans une production signée Fiodor Lopoukhov montée tout spécialement pour la ballerine Olga Spessivtseva, avec une adaptation scénique de Boris Afanassiev.
Bien que les raisons en soient obscures, la production Lopoukhov de La Bayadère supprime le dernier acte connu sous l'appellation La colère des dieux. Les historiens ont émis de nombreuses hypothèses à cette omission : lors de l'inondation de Pétrograd, de nombreux décors et costumes de scène ont été perdus et, parmi ceux-ci, les décors de l'Acte IV de La Bayadère. Il est probable que le ballet postrévolutionnaire de Pétrograd n'avait pas les moyens financiers de réaliser de nouveaux décors. Une autre explication réside dans le fait que le régime Soviétique interdisait les représentations comportant le thème de dieux détruisant un temple hindou. Il est très probable que l'intrication de ces éléments ont abouti à l'abandon de l'Acte IV qui ne sera pas repris, dans la mise en scène de Petipa, pendant soixante-quatorze ans.
Le scénario du ballet a dû être modifié avec la suppression de l'Acte IV. Lopoukhov a composé un bref épilogue pour clore le ballet. Dans cette scène, Solor ne s'éveille pas de son rêve après la prise d'opium, et son ombre est réunie à celle de la Bayadère. Lopukhov conserve le grand pas d'action du final de l'Acte IV, qu'il déplace à l'Acte II (la Cérémonies des fiançailles). Une fois le déplacement du grand pas d'action effectué hors de son contexte original, Lopoukhov revoit la chorégraphie de Petipa ainsi que la partition de Minkus afin qu'elles s'accordent avec le nouveau scénario. La danse des fleurs de lotus de Petipa, à l'acte IV, danse élaborée pour vingt-quatre danseurs, est totalement omise dans cette version.

### Le renouveau avec Agrippina Vaganova
Le 13 décembre 1932, la grande pédagogue de ballet de la période soviétique Agrippina Vaganova présente sa propre version de La Bayadère, qu'elle a chorégraphiée pour le ballet du Kirov, ex-Ballet Impérial. Empruntant beaucoup à la chorégraphie composée en 1920 par Lopoukhov (dont le nouveau final, amputant l'acte IV)), et sans trop s'éloigner de celle de Petipa pour les autres actes, Vaganova revisite les danses de La Bayadère pour son élève et étoile Marina Semenova qui interprète Nikiya. Elle revoit, en particulier, la triple pirouette sur la pointe ainsi que le piqué tourné en dehors rapide. Bien que la révision de Vaganova ne fasse pas partie du répertoire permanent, les modifications qu'elle a apportées aux danses des ballerines deviendront standard.

## Reprise deLa Bayadèreau Kirov en 1941
En 1940, le Ballet du Kirov projette, une fois de plus, de relancer La Bayadère. Il fait appel au maître de Ballet et chorégraphe Vladimir Ponomarev épaulé par Vakhtang Chabukiani, premier danseur. En 1941, Vladimir Ponomarev/Vakhtang Chabukiani, reprenant le travail de Marius Petipa, permettent au Kirov de réinscrire ce ballet à son répertoire. Cette version a, en outre, pour vocation de devenir la version définitive de La Bayadère à partir de laquelle seront construites les productions ultérieures.
Ponomarev et Chabukiani revoient nombre de scènes secondaires du ballet dans le but de rendre l'action plus rapide. Ce faisant, ils coupent certaines séquences mimées du ballet original de Petipa qui, au milieu du XXe siècle, paraissent désuètes aux yeux du ballet soviétique. La plupart des changements intéressent la Célébration des fiançailles de l'Acte II. Ponomarev et Chabukiani révisent entièrement la chorégraphie du Grand pas d'action du dernier acte qui avait été transféré à l'Acte II par Lopoukhov. Ils le transforment en un Grand pas classique pour Solor, Gamzatti, quatre ballerines et deux prétendants. Le Grand divertissement de l'Acte II est également modifié : la Danse des esclaves est supprimée et les deux parties de la Danse pour quatre bayadères subissent des modifications afin que la seconde danse puisse trouver sa place après l'Adage central du grand pas classique. Un autre changement important est apporté à la danse finale de Nikiya de l'Acte II que Petipa prévoit d'être interprétée avec un vînâ. Cet instrument est supprimé du fait que la chorégraphie est conservée telle quelle.
À l'origine, avant le Pas de deux pour Nikiya et Solor, un solo de harpe annonce le début de la scène au cours de laquelle Solor surveille Nikiya de loin pendant qu'elle joue du vînâ à la fenêtre du temple. Cette séquence est modifiée pour la représentation de 1941 : Nikiya interprète un solo sur la même partition tout en portant une cruche sur son épaule. Cette modification a été retenue dans pratiquement toutes les productions actuelles. Ponomarev et Chabukiani escamotent la totalité de la séquence qui s'insère immédiatement après celle où le grand Brahmane espionne les échanges de vœux entre Nikiya et Solor. Dans la production originale, ce passage comprenait une scène au cours de laquelle les bayadères reviennent du temple pour chercher de l'eau. Elle est  suivie des adieux de Nikiya et de Solor, juste avant l'arrivée du grand brahmane qui prête un serment de vengeance devant le feu sacré.
Ponomarev et Chabukiani choisissent de conserver les décors de la représentation de 1900 pour les scènes de leur production. Elles sont alors restaurées par le décorateur Mikhail Shishliannikov qui crée également un nouvel ensemble pour la scène du Royaume des Ombres. La partition originale de Minkus est restaurée à partir de son manuscrit et réorchestrée pour le nouveau scénario et l'ordre dans lequel les danses sont interprétées. Contrairement à la version de  Fiodor Lopoukhov de 1920 qui renfermait une courte scène permettant de clore le ballet, Ponomarev et Chabukiani choisissent de le terminer sur le Royaume des Ombres. La Grande coda finale voulue par Minkus pour le Royaume des Ombres est modifiée et l'épilogue de l'apothéose initiale du IVe acte plaquée sur la partition terminant le ballet.
La reprise de La Bayadère par Ponomarev et Chabukiani le 10 février 1941 est un succès retentissant avec Natalia Doudinskaïa dans le rôle de Nikiya et Vakhtang Chabukiani dans celui de Solor.
La chorégraphie des danses de Nikiya est une autre renaissance de La Bayadère grâce à la grande ballerine virtuose Doudinskaïa. Ses révisions chorégraphiques sont devenues un standard. Bien que le rôle de Nikiya soit considéré comme ne convenant pas à la ballerine étoile, celle-ci a néanmoins excellé dans le Royaume des Ombres où le strict modèle académique prévaut. Elle parsème la chorégraphie de la Variation de Nikiya (le duo du foulard) de tours en arabesque et inclut, pour la première fois, des grands jetés aériens dans l'Entrée de Nikiya ainsi que de rapides tours piqués dans la grande coda.
La chorégraphie des variations de Solor trouve également un second souffle avec le talentueux premier danseur Chabukiani. Bien que les danses de Solor soient devenues plus importantes qu'à l'époque où La Bayadère était interprétée par les ballets impériaux, la « nouvelle » chorégraphie de Chabukiani deviendra un standard pour tous les danseurs. Pour la production de 1941, il réécrit celle de la variation de Nicolas Legat pour Solor à partir du Grand pas d'action original. Il « arrange » la partition de Minkus afin que le deuxième passage de la Grande coda dans la scène du Royaume des Ombres se répète à l'occasion du solo de Solor. Cette tradition se perpétue de nos jours.
En 1977, la version Ponomarev/Chabukiani de 1941 du Kirov a été filmée et gravée sur DVD avec Gabriella Komleva dans le rôle de Nikiya, Tatiana Terekhova dans celui de Gamzatti, et Rejen Abdeyev dans celui de Solor.

## Danses rajoutées

### L'Idole Dorée (ou Idole de Bronze)
En 1948, Rudolf Noureev, danseur au ballet du Kirov, ajoute une variation dépaysante au Grand divertissement de l'Acte II. Elle est connue, en Russie, sous le nom de Bojok  et, plus tard, en Europe de l'Ouest sous la dénomination de Danse de l'idole dorée. Cette variation prendra également le nom de Danse de l'Idole de bronze dans la production de Natalia Makarova pour le Royal Ballet.
Dans cette variation, le danseur représente une idole dorée évoquant le dieu hindou Shiva et s'animant soudain de manière fantastique, puisqu'il est censé être une statue... Il est enduit, des pieds à la tête, d'un fond de teint de couleur bronze ou or et tient en permanence ses mains dans la position de la fleur de lotus qui est la position traditionnelle des danses hindoues.
La partition utilisée par Zubkovsky pour cette variation est la Marche persane extraite de la reprise de 1874 par Petipa du ballet Le Papillon de Taglioni/Offenbach. Bien qu'intitulée Marche, cette variation a un rythme ternaire de valse, que l'on ne décèle pas d'emblée à cause des seconds temps fortement accentués. C'est, de nos jours, une des pages les plus célèbres de ce ballet et l'une des plus appréciées du public.

Ce fameux solo masculin ouvre le dernier Acte de La Bayadère dans la version de Makarova, après l'introduction de John Lanchbery ; la musique est interprétée dans l'arrangement orchestral effectué par ce dernier. La chorégraphie de cette variation exige du danseur des capacités techniques virtuoses, d'une part, alliées à un art consommé de la pantomime, d'autre part, pour reproduire avec précision la gestuelle des mains en position de fleur de lotus.

### Pas de deux de Nikiya et de l'esclave
En 1954, Constantin Sergueïev, maître de ballet et premier danseur au Kirov intercale, spécialement pour sa femme, Natalia Doudinskaïa, un nouveau pas de deux dans l'Acte I-scène 2 de La Bayadère. Nikiya pénètre sur la scène drapée dans un long voile. Suivent des portés impressionnants et des figures complexes entre la bayadère Nikiya et l'esclave.
La musique utilisée par Sergueïev pour son pas de deux provient d'un adage, le pas des fleurs, tiré de l'Acte II du ballet de Jules Perrot, La Esmeralda, sur une musique de Cesare Pugni.

## Les premières productions à l'Ouest
Anna Pavlova a l'intention d'écrire une version abrégée du Royaume des Ombres pour sa compagnie en tournée mondiale au cours des années 1910. Une adaptation de la partition de Minkus est déjà réalisée sans que l'on sache qui en est l'auteur. Pour des raisons demeurées mystérieuses, la production ne voit jamais le jour (le chef d'orchestre Richard Bonynge inclut cette version de la musique de Minkus dans son enregistrement de 1962 intitulé L'art de la Prima Ballerina ainsi que dans l'enregistrement qu'il réalise, en 1994, d'une adaptation de la partition de Minkus que réalise John Lanchbery pour la production de la Bayadère par Natalia Makarova.
Nicholas Sergheyev, ancien régisseur des ballets impériaux, monte sa propre version du Royaume des Ombres sous le titre de Songe du rajah pour le Ballet de l'Opéra de Riga. La première a lieu le 24 septembre 1923. Il met également en scène  le Songe du rajah pour l'éphémère Compagnie de Ballet Russe à Londres et dont la première, le 5 mars 1934, est un brillant succès. Sergeyv envisageait de monter le Songe du Rajah pour la saison 1929-1930 des Ballets russes de Serge de Diaghilev. La production n'a jamais vu le jour probablement en raison du décès de Diaghilev en août 1929. En dépit du fait que Sergueïev ait monté son Songe du rajah pour différentes compagnies de ballets, l'œuvre n'a jamais été inscrite au répertoire permanent et a cessé d'être interprétée au cours des années 1940. La documentation chorégraphique du Songe du rajah fait actuellement partie des notations de la Collection Sergheyev.
Bien que La Bayadère soit considérée comme un classique en Russie, l'œuvre reste longtemps presque inconnue en Occident. La première vision (ô combien fugitive) qu'en ont les spectateurs européens est la représentation du Royaume des Ombres par la troupe du Kirov le 4 juillet 1961 au Palais Garnier. Ce ballet du répertoire des Théâtres impériaux, donc jusque-là quasiment inconnu, devient le sujet de conversations à la mode dans le microcosme du monde du ballet. Deux ans plus tard, en 1963, Rudolf Noureev monte la scène pour le Royal Ballet avec Margot Fonteyn dans le rôle de Nikiya. La partition originale de Minkus n'étant disponible qu'en Russie, Noureev fait appel à John Lanchbery, compositeur et chef d'orchestre renommé du Royal Opera House, pour orchestrer la musique à partir d'une réduction pour piano ; la première connaît un succès foudroyant : l'événement est considéré comme l'un des plus grands moments de toute l'histoire du ballet.
La version de Noureev du Royaume des Ombres est montée par Eugen Valukin pour le Ballet national du Canada. La première a lieu le 27 mars 1967. La première interprétation du ballet complet est réalisée par le maître de ballet Natalie Conus pour l'Iranian National Ballet Company en 1972. La production est basée presque entièrement sur celle de Ponomarev et Chabukiani de 1941 pour le ballet du Kirov. L'orchestration est réalisée par Robin Barker à partir d'une réduction pour piano.
En 1991, Iouri Grigorovitch crée pour le Ballet du Bolchoï sa propre version du ballet ; la première a lieu le 25 novembre de cette même année.

### Les productions de Natalia Makarova et sa version de 1980
En 1974, la ballerine russe Natalia Makarova monte le Royaume des Ombres pour l'ABT à New York. Ce sera la première représentation de quelque partie que ce soit de La Bayadère aux États-Unis.
En 1980, Makarova signe sa propre version complète de La Bayadère pour ABT. Basée sur celle de Ponomarev/Chabukiani, elle la souhaite aussi proche que possible de celle de Petipa qu'elle a elle-même dansé au cours de sa carrière au Kirov ; sa principale caractéristique est la réintégration de l'acte IV disparu de la plupart des autres productions, notamment à la suite de la production Lopukhov 1920. Les trois quarts seulement de la partition originale sont alors disponibles hors des frontières de l'URSS. Makarova fait appel à John Lanchbery composer les parties manquantes.
Markova apporte aussi beaucoup de modifications à la version Ponomarev/Chabukiani de La Bayadère. Mise à part celles intéressant les deux premières scènes, elle ne s'est pas éloignée de la chorégraphie traditionnelle présentée au Kirov, bien qu'elle ait omis le Pas de deux pour Nikiya et l'esclave élaboré par Konstantin Sergueïev, et qu'elle se serve de la musique de Pugni au dernier acte pour une danse destinée au corps de ballet. Elle réduit l'acte II en supprimant le Grand divertissement  à l'exception de la Valse des perroquets, dont John Lanchbery revoie la partition dans le sens d'une grande valse dans le style viennois sur laquelle Makarova a chorégraphié une danse complexe pour le corps de ballet. Markova renomme la scène 3 de l'Acte I à la lumière de ce nouvel Acte II amputé. Elle conserve la Danse de l'Idole Dorée, élaborée en 1948 par Zubkovsky, en lui donnant le nom d'Idole de bronze et la transpose à l'ouverture de son dernier acte.
En raison de l'étroitesse de la scène du Lincoln Center par rapport à celle du Kirov, Markova est contrainte de réduire le nombre des ballerines composant le corps de ballet qui interprète la scène du Royaume des Ombres. Elles passent ainsi de trente deux à vingt quatre. Elle est également obligée de modifier la position des ballerines lorsqu'elles se tiennent immobiles de part et d'autre de la scène au cours de variations. Makarova change le tendu arrière effacé position dans laquelle le dos est fortement cambré, la jambe porteuse en hyperextension et le pied hyperarqué pour un tendu derrière croisé dans lequel la ballerine maintient simplement sa jambe tendue derrière son corps, genou légèrement fléchi.
Le changement le plus important apporté par Makarova est, sans conteste, le rétablissement du dernier acte, le quatrième, dont on pensait la partition originale de Minkus perdue, et qui a été recomposée par John Lanchbery pour cette raison. Makarova loin de tenter de recréer le style de Petipa a complété le scénario original par sa propre chorégraphie. Beaucoup de chorégraphes emboîtent le pas à Makarova et incluent aujourd'hui leur propre version de l'acte longtemps manquant. Parmi ceux-ci, Piotr Goussev en écrit une version pour le ballet de Sverdlovsk en 1984.
La première de Makarova a lieu le 21 mai 1980 au Metropolitan Opera et retransmis, en direct, par le réseau de télévision Public Broadcasting Service dans le cadre de l'émission Live from Lincoln Center. Marakova danse Nikiya aux côtés d'Anthony Dowell et de Cynthia Harvey. Le décor est de Pier Luigi Samaritani, les costumes de Theoni V. Aldredge. S'étant blessée au cours du Premier Acte, Marakova se fait remplacer par sa doublure, la ballerine Marianna Tcherkassky. Son acte IV reçoit une réaction mitigée de la part des critiques, mais sa première est un triomphe sans précédent pour l'ABT qui interprète encore, actuellement, sa version et l'a récemment rendue plus somptueuse avec un nouveau décor et de nouveaux costumes.
En 1989, Marakova porte La Bayadère sur la scène du Royal Ballet dans une production inchangée y compris des copies du décor de Samaritani. Yolanda Sonnabend crée de nouveaux costumes. Sa production de 1990 a été filmée et diffusée, en 1994, par la chaîne PBS (elle sera gravée sur DVD bien plus tard). Altynaï Assylmouratova y tient le rôle de Nikiya, Darcey Bussell celui de Gamzatti. Irek Moukhamedov est Solor. Makarova a monté sa production pour plusieurs compagnies dans le monde dont le ballet de La Scala qui l'a récemment filmée, l'Australian Ballet en 1998, le Ballet national des Pays-Bas en 2007 et 2016 et le Ballet royal suédois. Les décors de toutes les productions de La Bayadère par Makarova sont de Samaritani.
Il est à noter que l'adaptation récente de Lanchbery de la partition de Minkus pour La Bayadère (de même que celle qu'il a composée pour les autres musiques de Minkus, à savoir Don Quichotte et Paquita) est controversée par ceux, dans le monde, qui préfèrent entendre la partition dans sa forme originale.
En 1983, Lanchbery dirige le Sydney Symphony Orchestra dans un enregistrement de son orchestration de la musique de Minkus pour la scène du Royaume des Ombres. Cet enregistrement comprend également des extraits du grand pas classique et du pas de trois de Paquita (EMI sur disque LP et cassette).
En 1994, le chef d'orchestre Richard Bonynge enregistre l'orchestration de Lanchbery de La Bayadère telle que ce dernier l'avait conçue pour la production de 1980. L'enregistrement comprend, en outre, un arrangement pour la scène du Royaume des Ombres comme l'avait interprétée Anna Pavlova en 1910

### La production de Noureev de 1992
À la fin de 1991, Rudolf Noureev, directeur artistique du Ballet de l'Opéra de Paris, projette de reprendre le ballet complet de La Bayadère à partir de la version Ponomarev/Chabukiani de 1941, qu'il avait dansée lorsqu'il faisait partie du Ballet du Kirov. Noureev s'adjoint l'aide de son amie et collègue Ninel Kourgapkina, ancienne étoile du ballet du Kirov pour l'assister dans la mise en scène de l'œuvre.
La direction de l'Opéra de Paris sait que le sida dégrade rapidement la santé de Noureev et que cette production serait sans doute la dernière qu'il offrirait au monde. Pour cette raison, il lui alloue un budget très important venant en sus de différents mécénats. C'est en ce sens que le ballet auquel Noureev tient le plus à cœur, auquel il a consacré sa santé et beaucoup travaillé, représente le testament artistique du prodigieux danseur et chorégraphe qu’il a été. C'est dans cette optique que sa Bayadère est dansée de nos jours à l'Opéra de Paris. Le danseur-étoile Laurent Hilaire commente ainsi la reprise du ballet par Noureev : « La Bayadère était plus qu'un ballet pour Noureev et tous ceux qui l'entouraient. C'est l'idée que j'en retiens... que quelqu'un approche de la mort, qu'il est mourant, et qu'au lieu de disparaître il nous a donné ce merveilleux ballet ».
Noureev souhaite utiliser la partition originale de Minkus. Celle-ci n'étant disponible qu'en Russie à cette époque, Noureev, en dépit de sa santé chancelante, part en Russie pour travailler à la bibliothèque du Théâtre Mariinski afin de réaliser des photocopies de l'orchestration originale composée pour La Bayadère. Dans sa hâte, il ne photocopie que la moitié inférieure de chaque page qui, heureusement, comporte la numérotation. Il ne réalise son erreur qu'une fois de retour à Paris. Avec l'aide de Lanchbery, la partition est réassemblée et orchestrée de façon aussi proche que possible de l'original de Minkus. Du fait que certaines parties n'avaient pas été photocopiées du tout, Lanchbery est contraint de composer quelques passages de transition. Finalement, presque toute la partition est réécrite par Lanchbery dans le style de Minkus.
Noureev fait appel aux Italiens Ezio Frigerio, pour réaliser le décor, et Franca Squarciapino pour les costumes. Frigerio s'inspire de l'architecture du Taj Mahal et de celle de l'époque de l'Empire ottoman, ainsi que des dessins du décor original réalisé pour la production de Petipa en 1899. Frigerio a appelé ces décors « un rêve oriental vu par les yeux d'un Européen de l'Est ». Les costumes élaborés par Squarciapino s'inspirent des peintures de l'ancienne Perse et des Indes avec des couvre-chefs compliqués, des tissus colorés et chatoyants, et des vêtements traditionnels hindous. La plus grande partie des matériaux étant importés directement des Indes par des boutiques parisiennes.
Noureev conserve pratiquement la totalité de la chorégraphie Ponomarev/Chabukiani, tout en retenant la Danse de l'Idole Dorée de Zubkovsky à l'Acte II ainsi que le Grand Divertissement et le Pas de deux pour Nikiya et l'esclave de l'acte I scène 2 élaborés par Sergheyev. Parmi les ajouts de Noureev figurent le passage pour les danseurs du corps de ballet à l'ouverture de l'Acte I scène 2, ainsi qu'un autre passage de la Valse des éventails à l'acte II. Il réarrange les variations des Ombres à l'acte III en plaçant la variation finale en premier et, enfin, revoit la chorégraphie de la Variation de Nikiya (le Duo à l'écharpe) afin que Solor exécute les mêmes mouvements que Nikiya, changement qu'il avait inclus en 1982 dans sa mise en scène du Royaume des Ombres pour le Royal Ballet. Dans le commentaire accompagnant le DVD de sa version, il est dit que Noureev pensait recréer le dernier acte à l'instar de la production de Makarova, mais qu'il y a finalement renoncé et décidé de suivre la tradition russe en terminant le ballet sur le tableau du Royaume des Ombres. Il explique qu'il préfère personnellement cette conclusion gentillette... plutôt que celle, trop violente, du ballet original (foudroiement du temple s'écroulant sur les assistants, et donc châtiment du Rajah et de Gamzatti).
La production de Noureev est présentée au public au Palais Garnier le 8 octobre 1992 avec Isabelle Guérin dans le rôle de Nikiya, Élisabeth Platel dans celui de Gamzatti et Laurent Hilaire dans celui de Solor. La salle est remplie de ce que Paris compte de plus éminent dans le monde du ballet ainsi que d'une foule de journalistes de la presse écrite et de la télévision venus du monde entier. La production connaît un succès retentissant. Le ministre de la Culture de l'époque reconnaît l'ensemble de l'œuvre de Noureev en lui décernant la médaille de commandeur du prestigieux Ordre des Arts et des Lettres. L'illustre danseur et chorégraphe devait mourir trois mois plus tard.

## Reconstitution russe de la production de 1900
En 2000, le ballet du Théâtre Mariinski (ex-Kirov) monte une reconstitution de la reprise qu'avait faite Petipa en 1900.
Dans le but de reconstruire la chorégraphie originale de Petipa, Sergueï Vikharev, le maître de ballet de la Compagnie chargé de mettre en scène la production, se sert de la notation du mouvement de Vladimir Stepanov tirée de la Collection Sergheyev. Le passage qu'il espère le plus restaurer est le long dernier acte supprimé, le quatrième. Ce dernier comprend la Danse des fleurs de lotus ainsi que le Grand pas d'action original de Petipa qui est représenté au cours du deuxième acte de la version Ponomarev/Chabukiani.
Parmi les autres reconstitutions, on trouve la Danse des esclaves de l'acte II, la totalité des pantomimes originales et la chorégraphie originale de Petipa pour la Danse sacrée de l'acte I scène 1. Bien que le pas de deux de Nikiya et de l'esclave introduit par Natalia Doudinskaïa en 1954 ait été supprimé, Vikharev conserve la danse de caractère du bojok (Божок, idole en russe), c'est-à-dire celle l'Idole dorée), élaborée par Nikolaï Zoubkovsky en 1948, mais uniquement pour la première. Devant le succès éclatant de cette danse de l'Idole dorée, elle a été réintroduite systématiquement par la suite à la demande du public ; désormais, elle est partie intégrante du ballet.

Il était généralement admis, au cours du XXe siècle, que la partition originale de Minkus pour La Bayadère était perdue. En fait, à l'insu de la Compagnie de ballet du Théâtre Mariinski, sa bibliothèque détenait dès l'origine deux gros volumes manuscrits de la partition complète de 1877, ainsi que trois manuscrits des répétitions dans une composition pour deux violons. Cette dernière comprend nombre de notes à l'intention des maîtres de ballet et des interprètes. Sergueï Vikharev commente ainsi la reconstitution de la partition de Minkus : 

« ... C'est un retour à la source. La véritable partition originale de Minkus était conservée dans les archives du Théâtre. La restauration de la partition [écrite] par Minkus s'avère difficile, car les pages en avaient été séparées. Nous avons dû fondamentalement étudier chaque page manuscrite pour en déterminer l'ordre exact car la partition avait été si souvent bougée de place dans la bibliothèque que, si elle avait été réorganisée une autre fois, il serait devenue impossible de retrouver quoi que ce soit. Nous avons eu beaucoup de chance de pouvoir restaurer la totalité de la partition de Minkus pour ce ballet. »

 La production Ponomariev/Chabukiani de 1941 de La Bayadère par le ballet de l'ex-Kirov/Mariinski se sert des décors de 1900 d'Orest Allegri, Adolf Kvapp et Constantin Ivanov pour, respectivement, les actes I et II ainsi que pour l'acte III scène 1. Cette production de 1941 renonce aux décors détériorés que Piotr Lambine avait dessinés pour la scène du Royaume des Ombres au profit de ceux de Mikhaïl Chichliannikov. Le Théâtre Mariinski a cependant reconstruit les décors de Lambine pour ceux du quatrième acte à partir de modèles en miniature conservés au Musée d'État du Théâtre et de la Musique de Saint-Pétersbourg, notamment ceux de la scène de la destruction du temple à partir d'une collection de dessins conservés aux Archives historiques de l'État russe.
Les costumes dessinés par Yevgeni Ponomareyev ont été refaits à partir des dessins originaux de la version 1900 conservés à la bibliothèque du Théâtre d'État de Saint-Pétersbourg. Chaque fois que cela a été possible, l'équipe chargée de la confection des vêtements a utilisé les matériaux décrits par les documents d'archive, en se servant de matériaux similaires aux originaux et en observant strictement les règles de la couture intégralement manuelle.
Le ballet du Théâtre Mariinski a ouvert le 10e Festival International des Nuits Blanches de Saint-Pétersbourg avec sa reconstitution de La Bayadère, le 30 mai 2001. Daria Pavlenko y était Nikiya, Elvira Tarasova tenait le rôle de Gamzatti, et Igor Kolb celui de Solor. La reconstitution reçut un accueil mitigé de la part du public, extrêmement « pointu » en matière de tradition du ballet russe... Altynai Asylmuratova, la célèbre ballerine du Théâtre Mariinski, y fut aperçue en larmes, après la représentation, n'ayant pas supporté de voir le ballet représenté dans sa forme originale. L'inclusion de cette version originale dans la tournée de 2003 de la célèbre Compagnie a impressionné et fait sensation partout dans le monde, notamment à New York et à Londres. À Paris, cette production est donnée au Théâtre du Châtelet également en 2003, dans le cadre d'une « saison russe ». Le Théâtre Mariinski n'interprète plus actuellement cette reconstitution intégrale du ballet qu'en des occasions exceptionnelles.

## Souvenirs d'Ekaterina Vazem sur Petipa et la première production deLa Bayadère(1877)
Ekaterina Vazem « Soliste de Sa Majesté Impériale et prima ballerina des théâtres impériaux de Saint-Pétersbourg » se souvient : 

« ... 
Mon rôle suivant fut celui de la bayadère Nikiya dans La Bayadère, produite par Petipa au début de 1877 pour mettre ma danse en valeur. De tous les ballets que j'ai eu l'occasion de créer, celui-ci était mon préféré. J'ai aimé son magnifique scénario théâtral, ses danses entraînantes dans les genres les plus variés, et enfin la musique de Minkus, que le compositeur a particulièrement bien maniée concernant la mélodie (...). J'associe à La Bayadère (le souvenir d')un affrontement avec Petipa lors de la répétition pour le dernier acte. Solor y célèbre son mariage avec la princesse Hamzatti (le nom de Hamzatti a été changé en Gamzatti, postérieurement à la prestation de Vazem), mais leur union est interrompue par l'Ombre de la bayadère Nikiya. Cette dernière, assassinée lors des fiançailles, n'a donc pas pu s'opposer à leur union. L'intervention de Nikiya est relatée par le grand pas d'action avec Solor, Hamzatti et les solistes aux côtés desquels l'Ombre de la Bayadère apparaît tout en ne restant visible que de Solor dont elle est amoureuse.
Petipa était en train de produire quelque chose d'absurde pour mon entrée sur la scène : quelques petits pas rapides et délicats. J'ai rejeté cette chorégraphie sans arrière-pensées, d'autant plus qu'elle ne s'accordait ni avec la musique ni avec l'idée générale de la danse... Quelque chose de plus grandiose s'imposait pour l'apparition de l'Ombre de Nikiya dans la noce que ces petites bagatelles pensées par Petipa. Petipa était exaspéré. Plus généralement, le dernier acte ne lui convenait pas et il voulait finir la production ce jour-là à tout prix. Il a écrit en hâte quelque chose d'encore moins satisfaisant pour me faire plaisir. Je lui ai dit calmement que je ne le danserait pas. Sur ce, il a complètement perdu la tête dans un accès de colère : « Je ne comprends pas ce que vous voulez danser ! Vous ne voulez pas danser ceci, vous ne voulez pas danser cela ! Quelle [ballerine] talentueuse êtes-vous donc si vous ne pouvez rien danser ?! » Sans dire un mot, j'ai pris mes affaires et suis partie de la répétition qui, du fait, a tourné court.
Le jour suivant, comme si de rien n'était, j'ai à nouveau repris avec Petipa la question de mon entrée sur scène. Il était évident que son imagination créative avait disparu. Pressé d'achever la production, il m'annonça : « Si vous ne pouvez rien danser d'autre, alors faites comme Madame Gorchenkova. » Gorshenkova, qui dansait le rôle de la princesse Gamzatti, se distiguait par son extraordinaire légèreté et faisait son entrée avec une série de grand jetés depuis l'arrière de la scène jusqu'aux feux [de la rampe]. Par sa proposition, Petipa voulait m'"aiguillonner". J'étais une ballerine "pleine de santé", une spécialiste de danses complexes, virtuose, mais je ne possédais généralement pas le talent de "voler". Mais je n'ai pas cédé. « Parfait » répondis-je, « mais par amour pour la variété, je ferai les mêmes pas que [Gorshenkova] non pas à partir des dernières coulisses mais à partir des premières. Ceci était plus difficile car il était impossible de profiter de la déclinaison de la scène pour augmenter l'effet [visuel] des sauts. Petipa répondit : « Comme vous voulez, Madame, comme vous voulez. » Je dois ajouter qu'aux répétitions, je n'ai jamais dansé [réellement], me limitant à des approximations de mes danses, éventuellement sans porter de chaussons de danse. Nous en étions là... Au cours de la répétition, j'ai simplement marché sur la scène parmi les danseurs.
Le jour vint avec la première et l'orchestre présent. Bien entendu, cette fois je devais danser. Petipa, comme s'il voulait se "dédouaner" de toute responsabilité au sujet de mes pas, répétait aux artistes : « Je ne sais pas ce que dansera Madame Vazem, elle n'a jamais dansé au cours des répétitions. » Attendant de faire mon entrée, je me tenais dans la première coulisse. Une voix intérieure me stimulait pour réaliser de grandes actions... Je voulais donner une leçon à ce Français vaniteux et lui démontrer clairement, en face, « quelle talentueuse j'étais réellement ». Mon tour arriva et, aux premières mesures de la musique de Minkus, j'ai bandé chaque muscle, alors que mes nerfs triplaient ma force. J'ai littéralement survolé la scène en voltigeant au-dessus de la tête des autres danseurs agenouillés par groupes. Traversant la scène en juste trois sauts, je m'arrêtais fermement comme enracinée au sol. La scène comme la salle éclatèrent d'un tonnerre d'applaudissements. Petipa qui était, sur la scène, fut convaincu que le traitement qu'il m'avait infligé était injuste. Il vint vers moi et me dit : « Excusez-moi, Madame, je suis un fou. »
Le récit de ma "cascade" fit le tour du théâtre ce jour-là. Chaque personne travaillant dans le bâtiment se pressait à la répétition de La Bayadère pour voir mon saut. Il n'y a rien d'autre à ajouter (au sujet de) la Première. L'accueil que me fit le public était magnifique. Nous avons tous été applaudis, (notamment) pour notre prestation de la scène du Royaume des Ombres avec laquelle Petipa s'est parfaitement débrouillé. Les danses et les regroupements étaient imprégnés d'une véritable poésie. Le Maître de Ballet a emprunté les dessins et les groupements aux illustrations de Gustave Doré tirées de la Divine Comédie de Dante. J'ai eu beaucoup de succès avec la scène de la Danse du Voile accompagnée du solo de violon interprété par Leopold Auer. La distribution des principaux interprètes était, à tous égards, un succès : Lev Ivanov était le guerrier Solor, Nikolai Golts le Grand Brahmane, Christian Johansson le Rajah Dugmanta de Golconde, Maria Gorscenkova sa fille Hamsatti, et Pavel Gerdt dans les danses classiques. Tous ont largement contribué au succès de La Bayadère, sans oublier les efforts considérables d'artistes comme Wagner, Andreïev, Chichkov, Botcharov, et particulièrement Roller (qui a signé le décor. Roller s'est distingué en tant que machiniste de la grandiose destruction du temple à la fin du ballet. »

## Versions deLa Bayadèreantérieures à l'œuvre de Petipa et de Minkus
Le thème romantique de la bayadère avait déjà inspiré plusieurs chorégraphes avant Petipa, notamment : 
- Jean-Pierre Aumer, Die Bajaderen (Vienne, 1815)
- Filippo Taglioni, Le Dieu et la Bayadère de Scribe et Auber (Paris, 1830)
- André-Jean-Jacques Deshayes, La Bayadère (Londres, 1831)
- Joseph Mazilier, Le Diable amoureux (Paris, 1840)
- Arthur Saint-Léon, Lia la bayadère (1854)
- Lucien Petipa, Sacountala (Paris, 1858).

## Discographie
On trouve actuellement (2017), sur le marché français, deux versions de référence de la musique de ballet de Léon Minkus pour La Bayadère.
La première, par l'English Chamber Orchestra, dirigé par Richard Bonynge en 19940 (2 CD), enregistrée par Decca dans une somptueuse prise de son), rééditée en 2011 puis 2012 chaque fois avec une couverture CD différente. Il s'agit de la partition de Minkus réorchestrée par John Lanchbery pour la version de Natalia Makarova.
L'autre, en import, par l'Orchestre Symphonique International de Moscou, dirigé par Konstantin D. Krimets. Il s'agit, sans doute, de la partition originale de Minkus, gardée jalousement par la Bibliothèque du Théâtre Mariinsky à Saint-Pétersbourg.

## Captations DVD
On trouve actuellement (2017), cinq ou six captations DVD de référence pour La Bayadère, parmi lesquelles trois sont à signaler pour leur remarquable qualité vidéo et l'excellence de leurs principaux interprètes :
- Moscou. La version du Bolshoï (captation janvier 2013) : chorégraphie de Youri Grigorovitch d'après Marius Petipa, musique originale de Léon Minkus. Cette version, comme la plupart disponibles, adopte la forme en trois actes (cf. ci-dessus Épilogue 2). Avec Svetlana Zakharova, Nikiya (une Nikiya insurpassable, aussi parfaite qu'impressionnante) ; Vladislav Lantratov, Solor ; Maria Alexandrova, Gamzatti ; Andreï Sitnikov, Grand Brahmane ; Alexeï Loparevitch, Rajah Dugmanta ; Anton Savichev, fakir Magdaveya (un Magdaveya félin, aux bonds étourdissants) ; Denis Medvedev, l'Idole dorée.

- Milan. La version de La Scala de Milan (captation mai 2006) : chorégraphie de Natalia Makarova d'après Marius Petipa, musique de Léon Minkus dans la réorchestration de John Lanchbery. Cette version est l'une des rares disponibles à adopter la forme originelle en quatre actes (catastrophe finale et châtiment divin - Cf. ci-dessus Épilogue 1). Avec Svetlana Zakharova, Nikiya (une Nikiya insurpassable, aussi parfaite qu'impressionnante) ; Roberto Bollé, Solor (un Solor d'une technique et surtout d'une prestance souveraines) ; Isabelle Brusson, Gamzatti ; Bryan Hewison, Grand Brahmane ; Francisco Sedeno, Rajah Dugmanta ; Mick Zeni, fakir Magdaveya ; Antonino Sutera, l'Idole dorée.

- Paris. La version de l'Opéra de Paris (captation mai 1994) : chorégraphie de Rudolf Noureev d'après Petipa, musique de Léon Minkus dans la réorchestration de John Lanchbery. Cette version, comme la plupart disponibles, adopte la forme en trois actes (cf. ci-dessus Épilogue 2). Avec Isabelle Guérin, Nikiya ; Laurent Hilaire, Solor ; Élisabeth Platel, Gamzatti ; Francis Malovik, Grand Brahmane (dégageant un charme à la fois magnétique et inquiétant, l'un des meilleurs dans ce grand rôle de caractère) ; Jean-Marc Didière, Rajah Dugmanta ; Lionel Delanoë, fakir Magdaveya ; Wilfried Romoli, l'Idole dorée (une remarquable prestance dans cette variation exigeant une technique virtuose).

## Sources
- (en) Cet article est partiellement ou en totalité issu de l’article de Wikipédia en anglais intitulé « La Bayadère » (voir la liste des auteurs).
- (en) American Ballet Theatre. Program for Natalia Makarova's production of La Bayadère. Metropolitan Opera House, 2000.
- (en) Beaumont, Cyril. Complete Book Of Ballets.
- (en) Croce, Arlene. Review titled "Makarova's Miracle", written August 19, 1974, rééd. dans Writing in the Dark, Dancing in 'The New Yorker'  (2000) p. 57.
- (en) Greskovic, Robert. Ballet 101.
- (en) Guest, Ivor. CD Liner Notes. Léon Minkus, arr. John Lanchbery. La Bayadère. Richard Bonynge Cond. English Chamber Orchestra. Decca 436 917-2.
- (en) Hall, Coryne. Imperial Dancer: Mathilde Kschessinska and the Romanovs.
- (en) Imperial Mariinsky Theatre. Yearbook of the Imperial Theatres 1900-1901. St. Petersburg, Russian Empire. 1901.
- (en) Kschessinskaya, Mathilde Felixovna (Princess Romanovsky-Krassinsky). Dancing in St. Petersburg - The Memoirs of Kschessinska. Trans. Arnold Haskell.
- (en) Kirov/Mariinsky Ballet. Souvenir program for the reconstruction of Petipa's 1900 revival of La Bayadère. Mariinsky Theatre, 2001.
- (en) Petipa, Marius. The Diaries of Marius Petipa. éd. et traducteur Lynn Garafola. Published in Studies in Dance History. 3.1 (Spring 1992).
- (en) Petipa, Marius. Memuary Mariusa Petipa solista ego imperatorskogo velichestva i baletmeistera imperatorskikh teatrov (The Memoirs of Marius Petipa, Soloist of His Imperial Majesty and Ballet Master of the Imperial Theatres).
- (en) Royal Ballet. Program for Natalia Makarova's production of La Bayadère. Royal Opera House, 1990.
- (en) Stegemann, Michael. CD Liner notes. Trad. Lionel Salter. Léon Minkus. Paquita & La Bayadère. Boris Spassov Cond. Sofia National Opera Orchestra. Capriccio 10 544.
- (en) Vazem, Ekaterina Ottovna. Ekaterina Ottovna Vazem - Memoirs of a Ballerina of the St. Petersburg Imperial Bolshoi Kamenny Theatre, 1867-1884. Trans. Roland John Wiley.
- (en) Wiley, Roland John. Dances from Russia: An Introduction to the Sergeyev Collection, dans The Harvard Library Bulletin, 24.1 January 1976.
- (en) Wiley, Roland John, éd. et traducteur. A Century of Russian Ballet: Documents and Eyewitness Accounts 1810-1910.
- (en) Wiley, Roland John. Tchaikovsky's Ballets.